# Bishwa Ijtema
Le Bishwa Ijtema (rassemblement mondial) est le deuxième plus grand pèlerinage sunnite du monde. Il se déroule depuis les années 1950 près de Dacca (depuis 1967 à Tongi près de la rivière Turag (en)) au Bangladesh pendant trois jours au mois de janvier. Il est organisé chaque année par la société pour la propagation de la foi Tablighi Jamaat et joue un rôle central dans ses activités de mission. Il regroupe plusieurs millions de personnes qui y renforcent leur foi. Depuis 2015, en raison de la grande affluence, l'événement est organisé en plusieurs sessions.

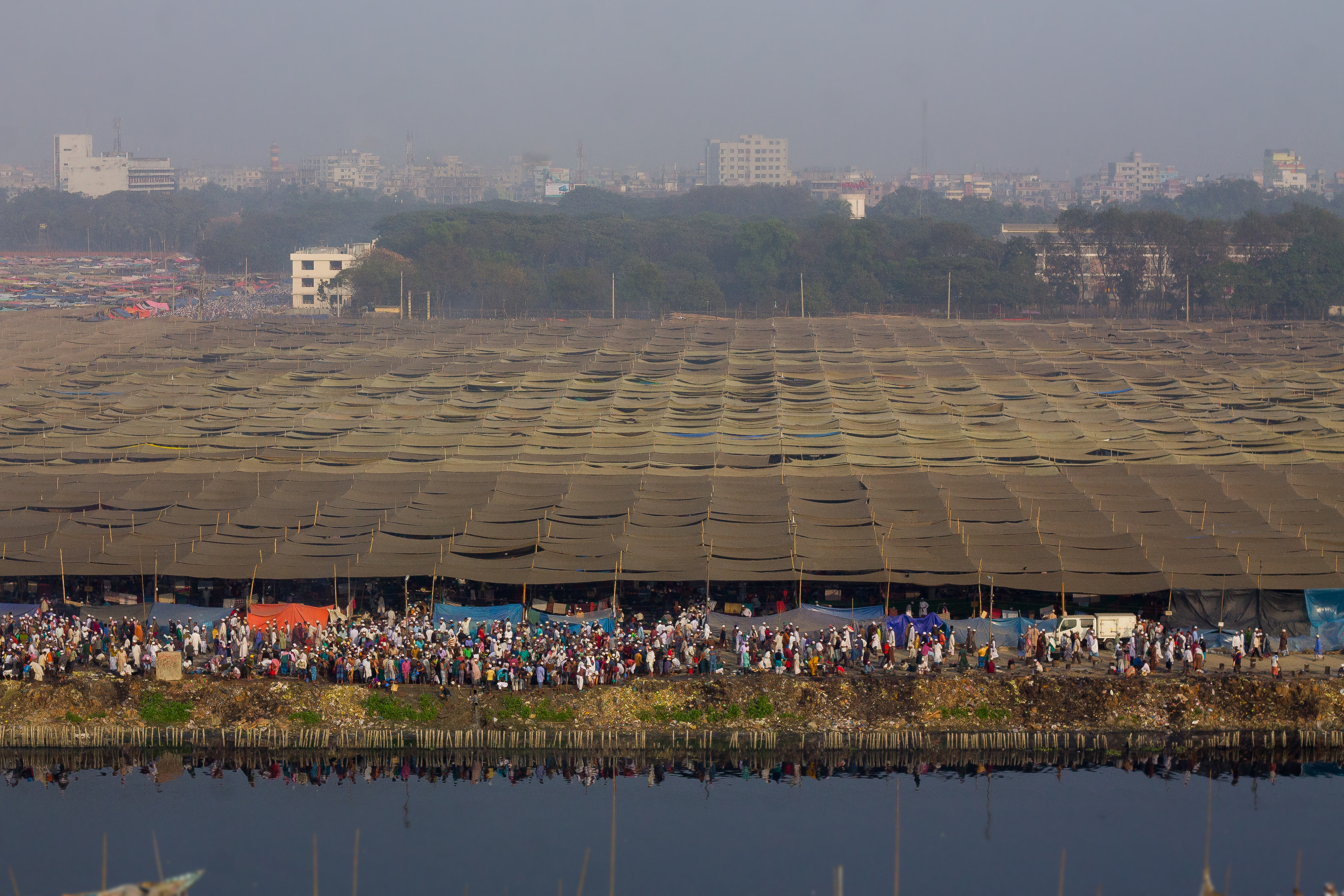
La ville de tente en 2014
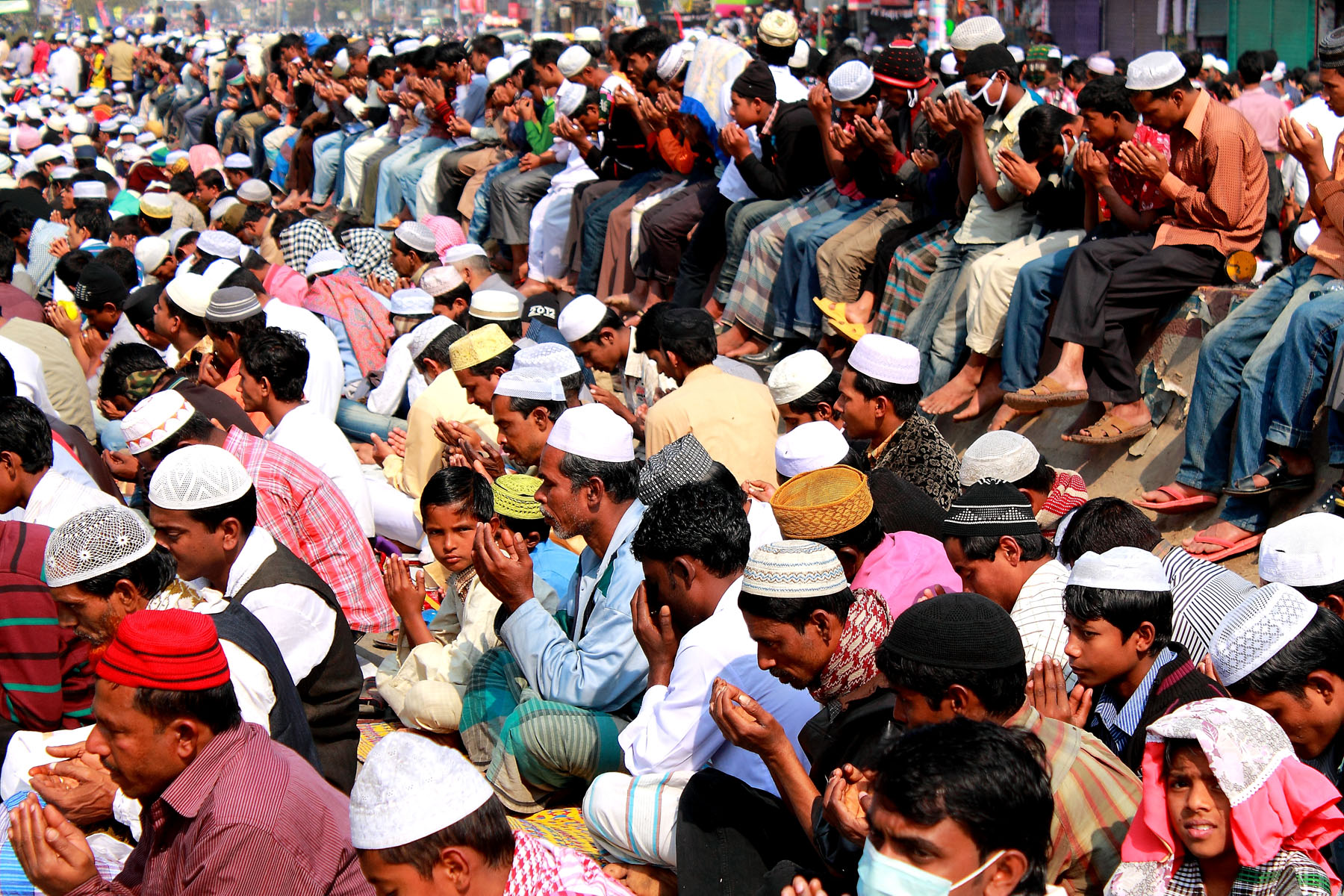
Au rassemblement de 2013